# Петер Тршка
Петер Тршка (слч. Peter Trška — Дубњица на Ваху, 1. јун 1992) професионални је словачки хокејаш на леду који игра на позицији одбрамбеног играча.
Члан је сениорске репрезентације Словачке за коју је на међународној сцени дебитовао на светском првенству 2017. године.
Као играч Слована из Братиславе освојио је титулу првака Словачке у сезони 2011/12, док је играјући у дресу Комете из Брна освојио титулу првака Чешке у сезони 2016/17.